# Battaglia di Chalgrove Field
La battaglia di Chalgrove Field fu una battaglia combattuta durante i primi anni della guerra civile inglese tra le forze del sovrano Carlo I Stuart e quelle del Parlamento. Ebbe luogo nella regione dell'Oxfordshire.
Lo scontro ebbe inizio alle ore 9:00 del mattino del 18 giugno 1643 a Chalgrove Field, tra i villaggi di Chalgrove e Chiselhampton; la vittoria fu riportata dai realisti, che riuscirono a sconfiggere le truppe parlamentari. Durante il combattimento fu ferito uno dei maggiori ufficiali dell'esercito parlamentare, John Hampden che morì pochi giorni dopo.